# 1433
Năm 1433 là một năm trong lịch Julius.